# L'oro del mondo (romanzo)
L'oro del mondo è un romanzo di Sebastiano Vassalli del 1987. Il termine "Oro" del titolo si riferisce ai cercatori d'oro lungo il fiume Ticino attivi fino al Secondo Dopoguerra; l'autore scrive: «Viviamo per quelle poche pagliuzze di felicità che rimangono in fondo alla memoria come l'oro sul fondo della bàtea»). Nel 2014 è uscita una nuova edizione da Interlinea, con un testo inedito in ricordo di Giulio Einaudi.

## Trama
Sebastiano è un giovane Huckleberry Finn padano che alla fine della Seconda guerra mondiale, quando gran parte della popolazione nel nord Italia soffre la fame, vive il passaggio verso la maturità con lo zio al quale un padre irresponsabile e affarista l'ha affidato. È ambientato tra la città di Novara e le rive del Ticino i cercatori d'oro sperano di scovare nel fiume un poco di fortuna e lo fanno accanto a bracconieri, ambulanti e barcaioli. Così, in una specie di frontiera americana alla Mark Twain, tra la città di Milano e la pianura del Piemonte, tutti tentano di voltare le spalle alle macerie del conflitto appena finito. Questa narrazione picaresca (che apre squarci su epoche e piani diversi con temi come l'eccidio di Cefalonia e i compromessi dell'industria culturale e letteraria con protagonista l'editore Giulio Einaudi) va alla ricerca del carattere nazionale degli italiani individuato nelle contraddizioni di quegli anni quando il Paese è ancora diviso e invischiato tra fascisti e antifascisti anche se «il limite tra il giusto e l'ingiusto non è mai cancellato».

## Trasposizioni e iniziative
Il regista Carlo Mazzacurati ha più volte manifestato il desiderio di ricavarne un film.. Il romanzo è stato al centro dell'edizione 2014 del festival internazionale Scrittori&giovani di Novara a cura di Roberto Cicala con reading, distribuzioni nelle scuole e dibattiti. Ne è stato ricavato anche lo spettacolo teatrale Acquadoro da un progetto di Lucilla Giagnoni e Paolo Pizzimenti.

## Edizioni
- L'oro del mondo, Collana Supercoralli, Torino, Einaudi, 1987,  p. 178, ISBN 978-88-06-59936-2.
- L'oro del mondo, Nuova edizione con un testo inedito in ricordo di Giulio Einaudi, Collana Biblioteca di narrativa, Novara, Interlinea edizioni, 2014,  p. 208, ISBN 978-88-8212-982-8.
- L'oro del mondo, Collana Contemporanea, Milano, BUR, 2018, ISBN 978-88-1710-249-0.

## Riconoscimenti
Nel 1988 il romanzo ha vinto il Premio Comisso per la Narrativa.